# Corridoio Orientale/Mediterraneo orientale
Il corridoio Orientale/Mediterraneo orientale è il quarto dei nove assi prioritari del sistema di reti transeuropee dei trasporti (TEN-T).

## Percorso
Il Corridoio Orientale/Mediterraneo orientale attraversa nove nazioni europee: Germania, Repubblica Ceca, Austria, Slovacchia, Ungheria, Romania, Bulgaria, Grecia e Cipro. Lungo la sua rotta passa per: Amburgo, Brema, Hannover, Berlino, Magdeburgo, Dresda, Praga, Brno, Vienna, Gyor, Budapest, Arad, Craiova, Vidin, Sofia, Salonicco, Atene, Limassol e Nicosia.
L'ultima parte del percorso verso Cipro è raggiungibile via mare da Atene con il traghetto.